# Łucja Charewiczowa
Łucja Henryka Charewiczowa z domu Strzelecka, ps. „Cezaryna Mikułowska” (ur. 12 sierpnia 1897 w Cieszanowie, zm. 17 grudnia 1943 w Auschwitz-Birkenau) – polska historyczka związana ze Lwowem, działaczka społeczna.

## Życiorys
Urodziła się 12 sierpnia 1897 w Cieszanowie jako Łucja Strzelecka. Była córką Jana (sekretarz Rady Powiatowej w Cieszanowie) i Cezaryny z domu Mikułowskiej, siostrą Bolesława (lekarz powiatowy weterynarii, ojciec Andrzeja) i Jadwigi Szajowskiej (1907-1985, nauczycielka, poetka).
Studiowała na Wydziale Humanistycznym Uniwersytetu Jana Kazimierza we Lwowie u boku prof. Jana Ptaśnika (kierownik Katedry Historii Średniowiecznej Powszechnej). Uzyskała stopień doktora, w 1937 została zatwierdzona jej habilitacja przez ministra wyznań religijnych i oświecenia publicznego Wojciecha Świętosławskiego i została wtedy docentką historii miast i ich kultury na Wydziale Humanistycznym UJK. Pracowała jako starsza asystentka wolontariuszka w Zakładzie Historii Powszechnej Średniowiecznej na Wydziale Humanistycznym UJK. Od 1931 pełniła stanowisko kustoszki Muzeum Historycznego Miasta Lwowa. W ramach kursu historycznego prof. Stanisława Zakrzewskiego prowadziła wykład pt. Pojęcie nauki historycznej, jego rozwój na podstawie literatury lat ostatnich, przewidziany na kursach wakacyjnych dla nauczycielstwa szkół średnich, ogólnokształcących oraz zakładów kształcenia nauczycieli w 1931. Należała do Towarzystwa Miłośników Miasta Lwowa. Była autorką wielu prac na temat przeszłości Lwowa. Prowadziła także odczyty. Na początku lat 30. była redaktorką miesięcznika „Rodzina Wojskowa”, wydawanego przy Lwowskim Okręgu Stowarzyszenia „Rodzina Wojskowa”. W połowie 1935 została mianowana członkinią Okręgowej Komisji Wyborczej nr 70 we Lwowie przed wyborami parlamentarnymi w 1935. Została członkinią-założycielką powołanego w 1938 Stowarzyszenia „Towarzystwo Budowy Panoramy Plastycznej Dawnego Lwowa”, propagatorka badań nad historią kobiet.
Była zamężna ze Zdzisławem Henrykiem Sas-Charewiczem (ur. 1896), oficerem Wojska Polskiego.
Podczas II wojny światowej w 1940 przeniosła się do Warszawy. Tam pracowała w Bibliotece Ordynacji Zamojskiej. Działała w konspiracji. Uczestniczyła w tajnym nauczaniu. W lipcu 1943 została osadzona na Pawiaku. 5 października 1943 została osadzona w niemieckim obozie koncentracyjnym w Auschwitz-Birkenau, gdzie otrzymała numer obozowy 64373. Tam 17 grudnia 1943 poniosła śmierć, według jednego źródła zamordowana, według innego zmarła na tyfus.

## Publikacje
- Ograniczenia gospodarcze nacyj schizmatyckich i Żydów we Lwowie XV i XVI wieku (1925)
- Handel średniowiecznego Lwowa (1924[19], 1925[3])
- Ustrój miast komunalnych średniowiecznej Francji (1927)
- Dzieje miasta Złoczowa (1929)
- Dziesięciolecie badań nad dziejami miasta Lwowa (1929)
- Lwowskie organizacje zawodowe za czasów Polski przedrozbiorowej (1930)
- Klęski zaraz w dawnym Lwowie (1930)[3]
- Studia lwowskie (1932, przy współpracy Karola Badeckiego)[3]
- Wodociągi starego Lwowa 1404–1663 (1934)
- Czarna Kamienica i jej mieszkańcy (1935)[3]
- Muzeum Historyczne miasta Lwowa. Przewodnik po zbiorach (1936)
- „Ukraiński” ruch kobiecy (1937, pod pseudonimem C. Mikułowska)
- Historiografia i miłośnictwo Lwowa (1938)[3]
- Niedoceniony krajoznawca lwowski Antoni Schneider *1825 – †1880 (1938)
- Kobieta w dawnej Polsce
- Miasta polskie (1936, w: Świat i życie. Zarys encyklopedyczny współczesnej wiedzy i kultury – numer specjalny „Polska”)[20]

## Odznaczenie
- Srebrny Wawrzyn Akademicki (5 listopada 1935, „za krzewienie czytelnictwa”)[21].